# Edu Gaspar
Eduardo César Daud Gaspar (São Paulo, Brasil, 15 de mayo de 1978), más conocido como Edu Gaspar o simplemente Edu, es un exfutbolista brasileño que jugaba como centrocampista su último club fue el S. C. Corinthians.

## Trayectoria
Se formó en las categorías inferiores del Corinthians donde permaneció tres temporadas, ganando títulos como son el campeonato brasileño en 1998 y 1999, el Campeonato Paulista de 1999 y el Mundial de Clubes en el año 2000.
Después de la planificación inicialmente a unirse al Arsenal inglés, en el año 2000, su transferencia quedó frenada después de darse cuenta de que tenía en posesión un pasaporte portugués falso. Meses más tarde, después de optar a un pasaporte de la UE (ayudado por el italiano linaje de su padre), firmó a favor del Arsenal el 16 de enero de 2001, por 9 millones de euros.
Su debut en Arsenal en 2001, consiguió marcar un gol que fue empañado por una lesión 15 minutos más tarde, contra el Leicester City fue un desafortunado comienzo, y sólo para jugar en cuatro partidos más para el club durante esa temporada.
Muchas personas creen que fue mala suerte, que un año más tarde, no fuese seleccionado para jugar en la Copa Mundial de Fútbol 2002 para Brasil, pero durante el 2001-02 y la superposición de las temporadas 2002-03, el Arsenal le ayudó a ascender a grandes alturas. Visto como su mejor temporada hasta la fecha en el fútbol, su temporada 2003-04 en el centro del campo del Arsenal donde consiguió auparlo a ganar la liga, pero no una liga cualquiera, una liga sin ser derrotados en ningún partido. Posteriormente este grupo de jugadores pasarían a ser nombrados como los  Arsenal's Invincibles (Los invencibles del Arsenal).
Después de adquirir la ciudadanía británica, Edu presentó sus planes de jugar para la selección de Inglaterra en la Copa del Mundo. Brasil no estaba dispuesto a aceptar su colocación, para posteriormente, ser llamado a desempeñar el papel de mediocentro titular en la Copa América en 2004 con la selección de Brasil.
Antes de terminar la temporada 2003/2004 ya había claros rumores que señalaban que Edu no renovaría su contrato en el Arsenal. Después de terminar su contrato con el Arsenal, y decidir no renovar, recibió las propuestas de Real Madrid, Barcelona, Inter de Milán, Juventus y Valencia.
En cinco temporadas en el club inglés ganó los siguientes títulos: FA Premier League 2001-2002 y 2003-2004, la Copa de Inglaterra de 2001-2002, 2002-2003 y 2004-2005 y la Community Shield (Supercopa Inglesa) 2003 y 2004.
El 30 de mayo, el Valencia CF anunció que había firmado a Edu a un período de cinco años frente.
Poco después de la firma, Edu sufrió en pretemporada una lesión que acabó con su sueño de impugnar la Copa del Mundo 2006 en Alemania. Tuvo que estar fuera de acción hasta el 4 de abril de 2006, cuando hizo su debut en la victoria del Valencia CF 5-3 sobre el Cádiz, con tiempo suficiente para volver a demostrar su valor para el técnico de la selección brasileña Carlos Alberto Parreira.
Luego de ser liberado de su contrato, regresó al Corinthians en enero de 2009.

## Selección nacional
Edu ha sido internacional en 16 oportunidades con la selección de Brasil. Se estrenó en abril de 2004 y fue parte del equipo que ganó la Copa América de ese año y la Copa Confederaciones de 2005.

### Participaciones en Copa América
| Copa              | Sede | Resultado | Partidos | Goles |
| ----------------- | ---- | --------- | -------- | ----- |
| Copa América 2004 | Perú | Campeón   | 6        | 0     |

### Participaciones en Copa Confederaciones
| Copa                      | Sede     | Resultado | Partidos | Goles |
| ------------------------- | -------- | --------- | -------- | ----- |
| Copa Confederaciones 2005 | Alemania | Campeón   | 1        | 0     |

## Estadísticas

### Clubes
| Club | Div.          | Temporada     | Liga  | Liga  | Liga estatal(1) | Liga estatal(1) | Copas nacionales(2) | Copas nacionales(2) | Copa de la Liga(3) | Copa de la Liga(3) | Torneos internacionales(4) | Torneos internacionales(4) | Otros(5) | Otros(5) | Total | Total |
| Club | Div.          | Temporada     | Part. | Goles | Part.           | Goles           | Part.               | Goles               | Part.              | Goles              | Part.                      | Goles                      | Part.    | Goles    | Part. | Goles |
| --- | ------------- | ------------- | ----- | ----- | --------------- | --------------- | ------------------- | ------------------- | ------------------ | ------------------ | -------------------------- | -------------------------- | -------- | -------- | ----- | ----- |
| S. C. Corinthians · Brasil | 1.ª           | 1998          | 1     | 0     | 1               | 0               | 0                   | 0                   | —                  | —                  | 1                          | 0                          | —        | —        | 3     | 0     |
| S. C. Corinthians · Brasil | 1.ª           | 1999          | 18    | 0     | 7               | 1               | 2                   | 0                   | —                  | —                  | 7                          | 0                          | 3        | 0        | 37    | 1     |
| S. C. Corinthians · Brasil | 1.ª           | 2000          | 0     | 0     | 15              | 0               | 0                   | 0                   | —                  | —                  | 13                         | 0                          | 17       | 0        | 45    | 0     |
| S. C. Corinthians · Brasil | 1.ª           | 2009          | 11    | 0     | 0               | 0               | 0                   | 0                   | —                  | —                  | —                          | —                          | —        | —        | 11    | 0     |
| S. C. Corinthians · Brasil | 1.ª           | 2010          | 4     | 0     | 8               | 0               | 0                   | 0                   | —                  | —                  | 1                          | 0                          | —        | —        | 13    | 0     |
| S. C. Corinthians · Brasil | Total club    | Total club    | 34    | 0     | 31              | 1               | 2                   | 0                   | —                  | —                  | 22                         | 0                          | 20       | 0        | 109   | 1     |
| Arsenal F. C. Inglaterra | 1.ª           | 2000-01       | 5     | 0     | —               | —               | 0                   | 0                   | 0                  | 0                  | —                          | —                          | —        | —        | 5     | 0     |
| Arsenal F. C. Inglaterra | 1.ª           | 2001-02       | 14    | 1     | —               | —               | 5                   | 1                   | 3                  | 1                  | 5                          | 0                          | —        | —        | 27    | 3     |
| Arsenal F. C. Inglaterra | 1.ª           | 2002-03       | 18    | 2     | —               | —               | 6                   | 1                   | 0                  | 0                  | 4                          | 0                          | 1        | 0        | 29    | 3     |
| Arsenal F. C. Inglaterra | 1.ª           | 2003-04       | 30    | 2     | —               | —               | 5                   | 1                   | 4                  | 1                  | 8                          | 3                          | 1        | 0        | 48    | 7     |
| Arsenal F. C. Inglaterra | 1.ª           | 2004-05       | 12    | 2     | —               | —               | 1                   | 0                   | 1                  | 0                  | 4                          | 0                          | —        | —        | 18    | 2     |
| Arsenal F. C. Inglaterra | Total club    | Total club    | 79    | 7     | —               | —               | 17                  | 3                   | 8                  | 2                  | 21                         | 3                          | 2        | 0        | 127   | 15    |
| Valencia C. F. · España | 1.ª           | 2005-06       | 6     | 0     | —               | —               | 0                   | 0                   | —                  | —                  | 4                          | 0                          | —        | —        | 10    | 0     |
| Valencia C. F. · España | 1.ª           | 2006-07       | 10    | 0     | —               | —               | 0                   | 0                   | —                  | —                  | 5                          | 0                          | —        | —        | 15    | 0     |
| Valencia C. F. · España | 1.ª           | 2007-08       | 13    | 0     | —               | —               | 4                   | 0                   | —                  | —                  | 1                          | 0                          | —        | —        | 18    | 0     |
| Valencia C. F. · España | 1.ª           | 2008-09       | 21    | 1     | —               | —               | 5                   | 0                   | —                  | —                  | 3                          | 0                          | —        | —        | 29    | 1     |
| Valencia C. F. · España | Total club    | Total club    | 50    | 1     | —               | —               | 9                   | 0                   | —                  | —                  | 13                         | 0                          | —        | —        | 72    | 1     |
| Total carrera | Total carrera | Total carrera | 163   | 8     | 31              | 1               | 28                  | 3                   | 8                  | 2                  | 56                         | 3                          | 22       | 0        | 308   | 17    |
| (1) Incluye datos del Campeonato Paulista (1998-10). (2) Incluye datos de la Copa de Brasil (1999), FA Cup (2001-05) y Copa del Rey (2007-09). (3) Incluye datos de la Copa de la Liga de Inglaterra (2001-05). (4) Incluye datos de la Copa Mercosur (1998-00), Copa Libertadores (1999-10), Liga de Campeones (2001-08), Copa Intertoto (2005) y Copa de la UEFA (2008-09). (5) Incluye datos del Torneo Río-São Paulo (1999-00), Copa Mundial de Clubes (2000), Copa João Havelange (2000) y Community Shield (2002-03). |               |               |       |       |                 |                 |                     |                     |                    |                    |                            |                            |          |          |       |       |

## Palmarés

### Campeonatos estatales
| Título              | Club              | Estado    | Año  |
| ------------------- | ----------------- | --------- | ---- |
| Campeonato Paulista | S. C. Corinthians | São Paulo | 1999 |

### Campeonatos nacionales
| Título           | Club              | País       | Año  |
| ---------------- | ----------------- | ---------- | ---- |
| Série A          | S. C. Corinthians | Brasil     | 1998 |
| Série A          | S. C. Corinthians | Brasil     | 1999 |
| Premier League   | Arsenal F. C.     | Inglaterra | 2002 |
| FA Cup           | Arsenal F. C.     | Inglaterra | 2002 |
| Community Shield | Arsenal F. C.     | Inglaterra | 2002 |
| FA Cup           | Arsenal F. C.     | Inglaterra | 2003 |
| Premier League   | Arsenal F. C.     | Inglaterra | 2004 |
| Community Shield | Arsenal F. C.     | Inglaterra | 2004 |
| FA Cup           | Arsenal F. C.     | Inglaterra | 2005 |
| Copa del Rey     | Valencia C. F.    | España     | 2008 |

### Campeonatos internacionales
| Título                 | Club                | Sede           | Año  |
| ---------------------- | ------------------- | -------------- | ---- |
| Copa Mundial de Clubes | S. C. Corinthians   | Río de Janeiro | 2000 |
| Copa América           | Selección de Brasil | Perú           | 2004 |
| Copa Confederaciones   | Selección de Brasil | Alemania       | 2005 |